# Giripurno (Borobudur)
Giripurno is een bestuurslaag in het regentschap Magelang van de provincie Midden-Java, Indonesië. Giripurno telt 2211 inwoners (volkstelling 2010).